# Церква Іоанна Богослова та дзвіниця (Синів)
Дерев'яна церква Іоанна Богослова — чинна дерев'яна церква, пам'ятка архітектури місцевого значення, у селі Синів. Парафія належить до Української Православної Церкви Московського Патріархату.

## Історія
Церква ремонтувалася в 1857 р., в 1875 р. встановлено нову баню, замінено ґонтову покрівлю на залізну і вся церква пофарбована в зелений колір.

## Архітектура
Церква дерев'яна тризрубна, одноверха з рівновисокими зрубами. Бабинець та нава на прямокутному планах, наближених до квадрата, вівтарна частина шестикутної в плані форми. З західної сторони до входу прибудований доволі просторий притвор з двома дверима. 
Обабіч абсиди прибудовані ризниці та паламарні. По периметру основних зрубів під карнизом влаштований декоративний фриз з ромбоподібними накладками, що нагадує класицистичний ордерний антаблемент. Стіни обшиті вертикальними дошками з нащільниками і характерними викружками угорі. Центральний зруб з обох горішніх сторін завершується великим трикутним фронтоном. 
Над навою влаштований потужний двоярусний восьмерик, верхня частина якого, як припускається, була надбудована пізніше. Восьмигранна, півсферична баня у вигляді восьмигранного півсферичного купола з невеликим перехватом і фігурною маківкою на завершенні. По головних осях бані  вбудовані чотири декоративних люкарни. Дах бабинця двосхилий, абсиди — п'ятисхилий.
На південний захід від церкви знаходиться дзвіниця, дата будівництва невідома. Покрита залізом у 1882 році і тоді ж пофарбована в зелений колір. Характерний приклад «восьмерика на четверику». Верхній ярус відділений від нижнього розвинутим карнизом. Зовнішні стіни обшиті вертикальними дошками з нащільниками. Колористика в 2016 р. — синьо-біло-жовта.

## Галерея

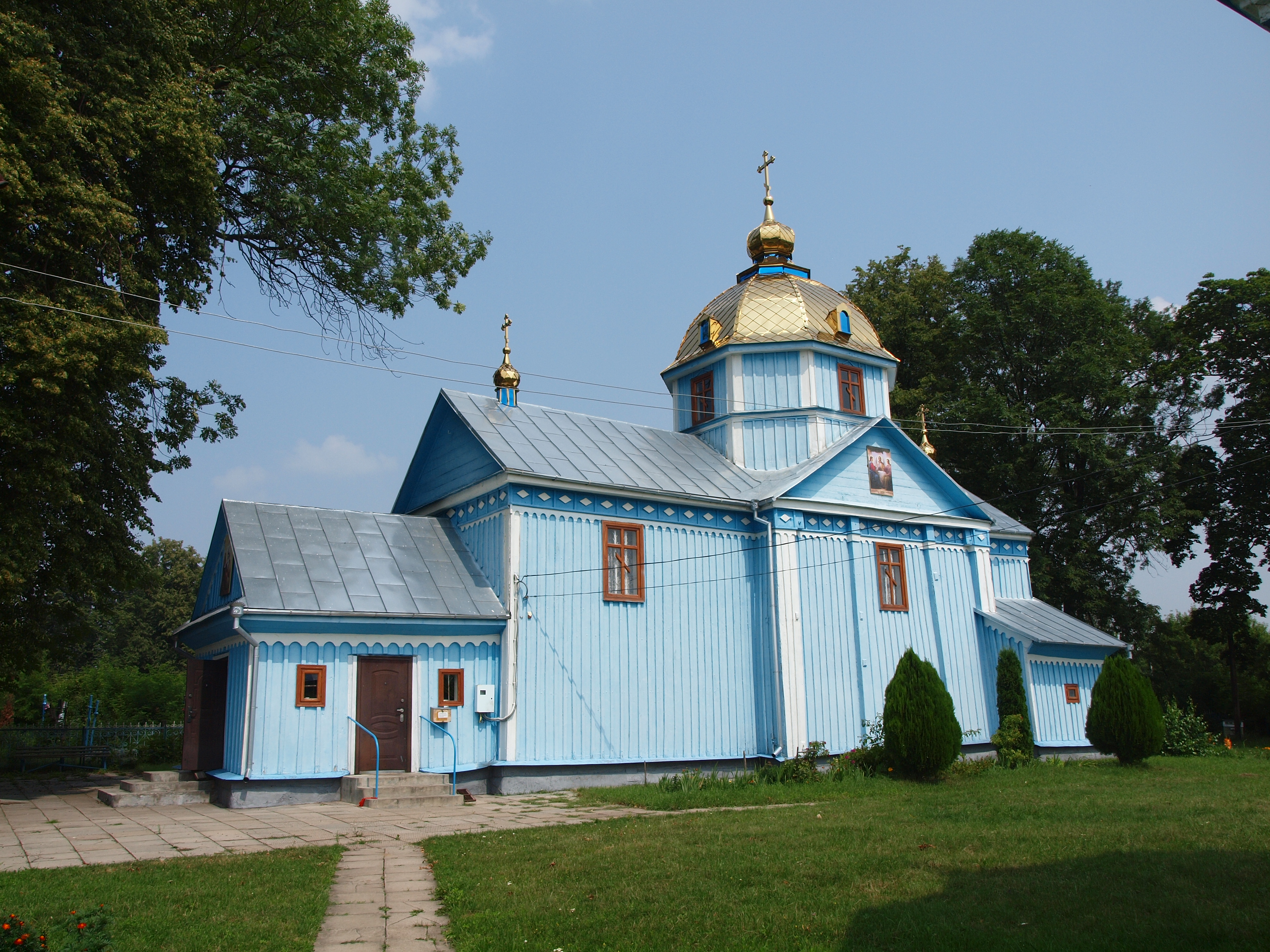
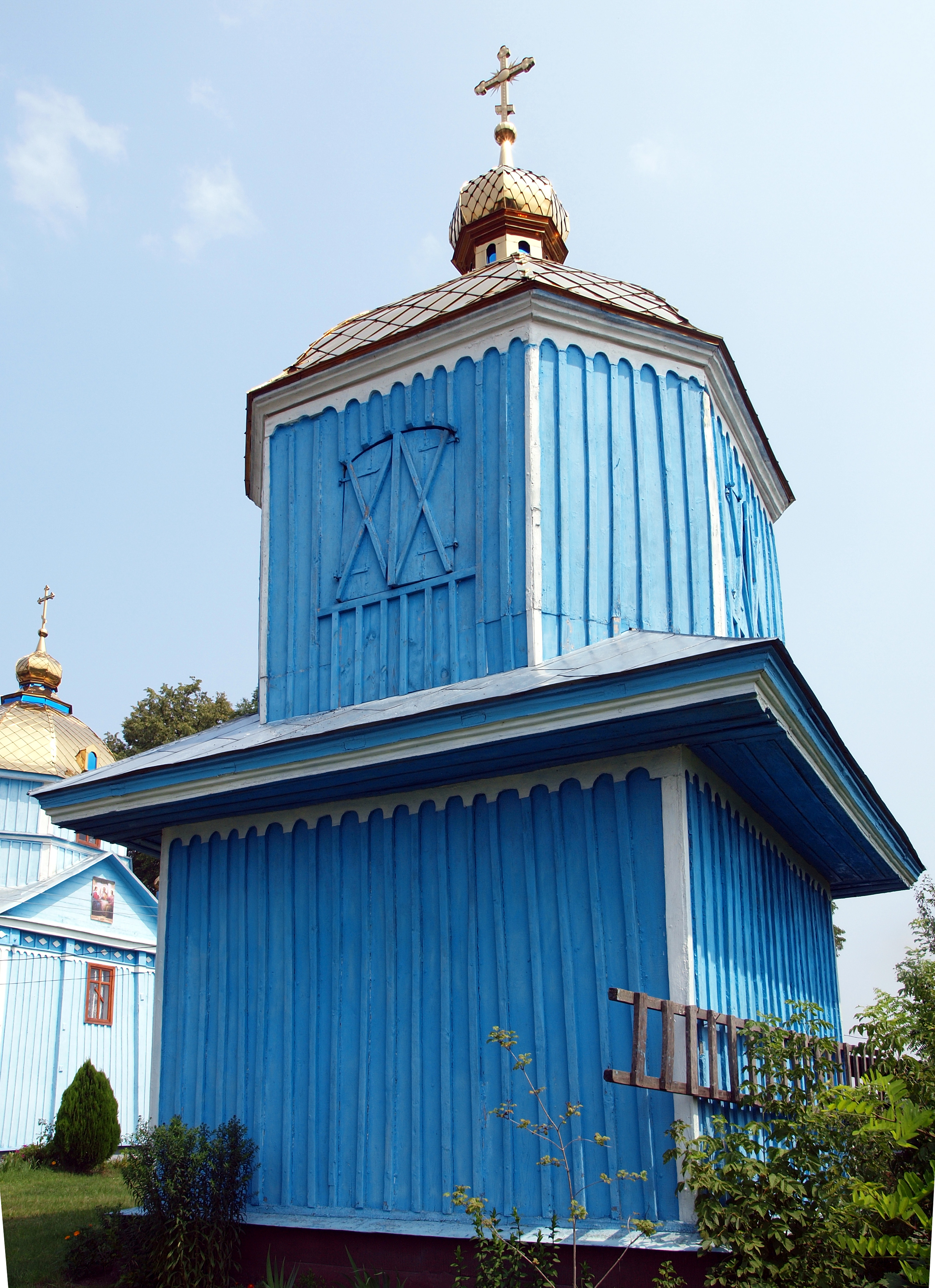
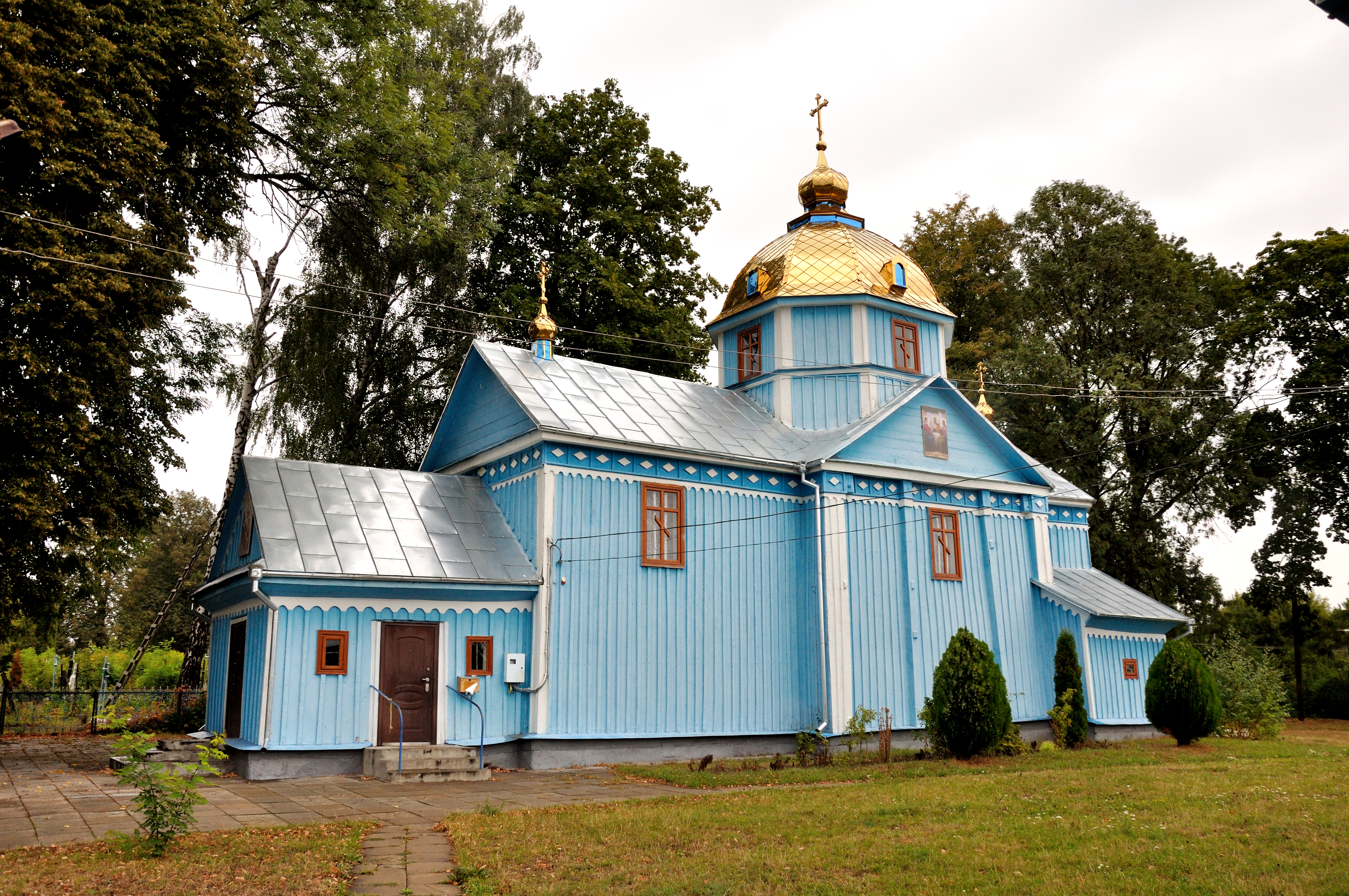
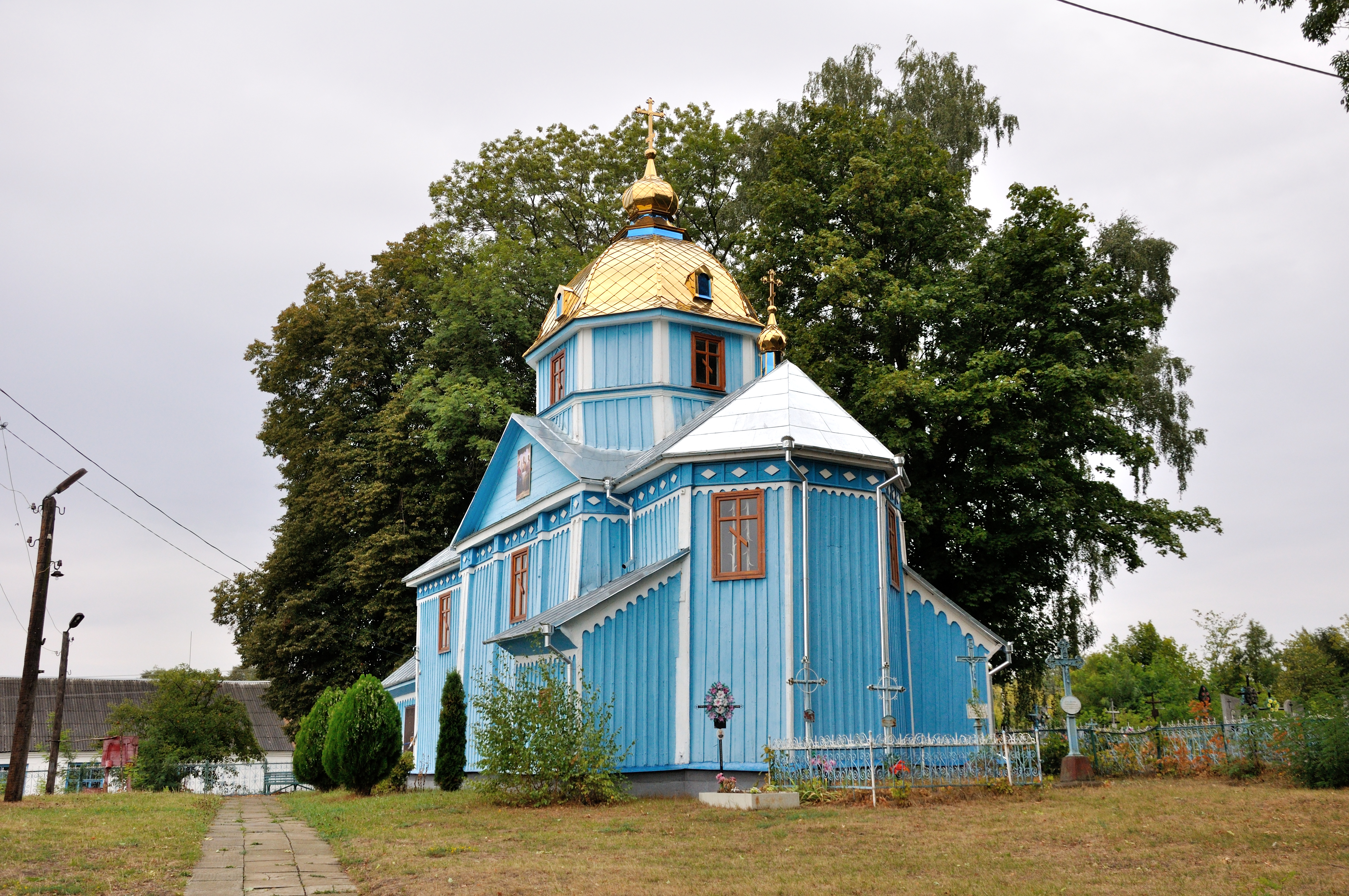
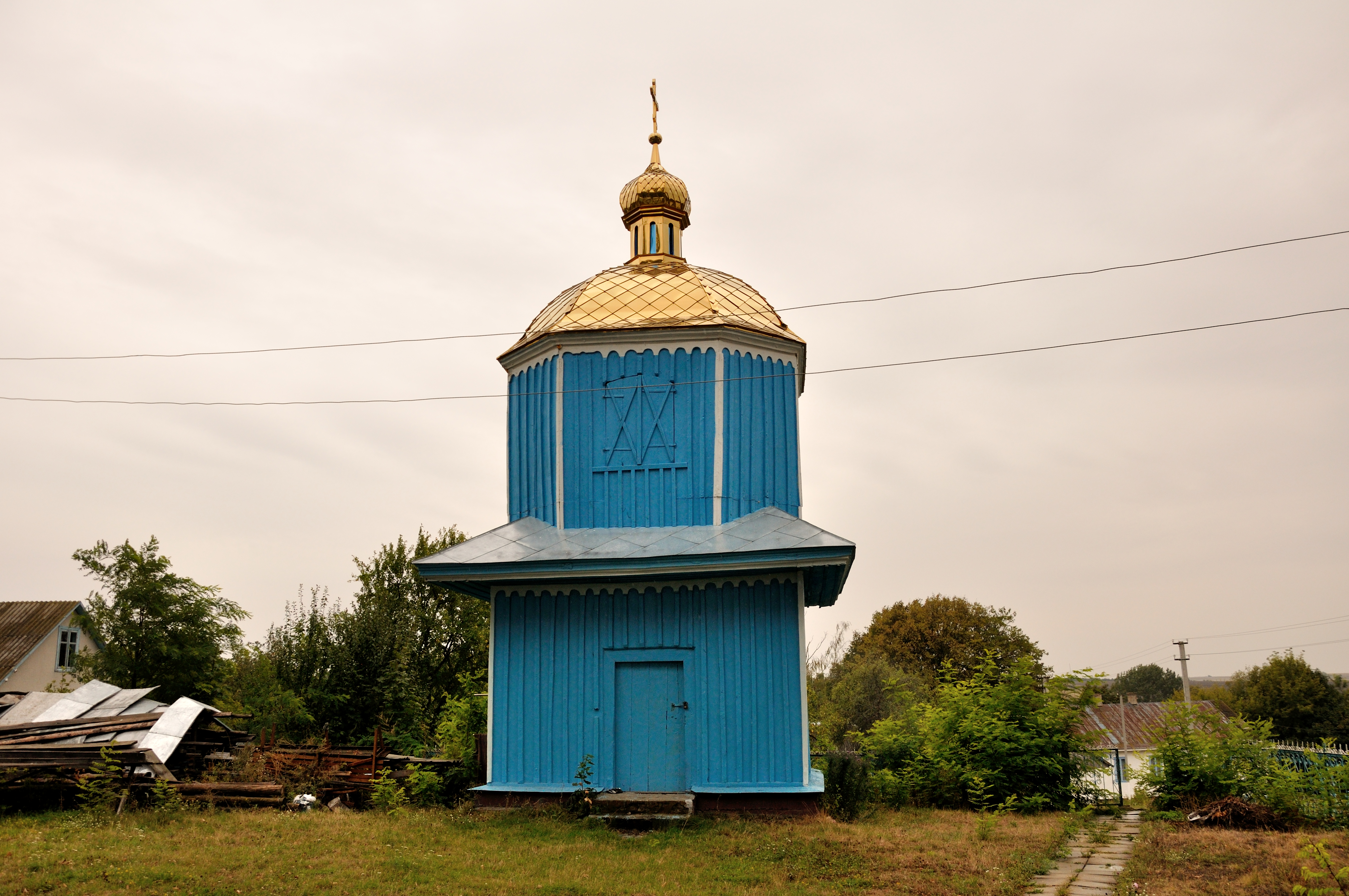